# Agudos do Sul (ort)
Agudos do Sul är en ort i Brasilien.   Den ligger i kommunen Agudos do Sul och delstaten Paraná, i den södra delen av landet, 1 100 km söder om huvudstaden Brasília. Agudos do Sul ligger 859 meter över havet och antalet invånare är 8 270.
Terrängen runt Agudos do Sul är platt åt sydväst, men åt nordost är den kuperad. Runt Agudos do Sul är det glesbefolkat, med 16 invånare per kvadratkilometer.. Det finns inga andra samhällen i närheten.
I omgivningarna runt Agudos do Sul växer i huvudsak städsegrön lövskog.